# Shibei, Fujian
Shibei (kinesiska: 石陂) är en köping i sydöstra Kina. Den ligger i Pucheng härad i staden Nanping i provinsen Fujian, omkring 200 kilometer nordväst om provinshuvudstaden Fuzhou. Antalet invånare är 24 744. Befolkningen består av 12 139 kvinnor och 12 605 män. Barn under 15 år utgör 23,0 %, vuxna 15-64 år 66 %, och äldre över 65 år 10,0 %.